# Gerald D. Hines
Gerald D. Hines (Gary, 15 de agosto de 1925 - Connecticut, 23 de agosto de 2020) foi um empresário norte-americano que ficou conhecido como o fundador e presidente da Hines Interests, uma empresa de propriedade privada com sede em Houston, e sua sede européia localizada em Londres. A partir de 2016, o patrimônio líquido de Gerald Hines igualou 1,3 bilhão de dólares.

## Biografia
Gerald Hines nasceu em 15 de agosto de 1925 em Gary, Indiana. Seus pais se mudaram para Gary da Nova Escócia em 1923. Hines é descendente de leais britânicos que lutaram na Guerra Revolucionária Americana. Em 1948, formou-se com um bacharel em engenharia mecânica na Purdue University.
Em 1952, ele se casou com Dorothy Schwarz da família Schwarz, fundadores dos brinquedos FAO Schwarz;  eles têm dois filhos: Jeff e Jennifer. Em 1981, ele se casou com a pintora de origem alemã, Barbara (nee Fritzsche) Hines, filha dos sobreviventes do Holocausto. Seu primo é o inventor Gordon E. Hines.

### Carreira
Ele mudou-se para Houston em 1948. Pouco depois, ele formou uma parceria de engenharia e iniciou um empreendimento imobiliário incipiente no lado, e ele fundou a Gerald D. Hines Interests em 1957. Os primeiros projetos de Hines eram armazéns e pequenos escritórios. Seu primeiro desenvolvimento comercial em larga escala ocorreu em 1967, quando a Shell Oil Company contratou a Hines para construir uma nova sede no centro de Houston. A Galleria; Pennzoil Place;Transco Tower (agora Torre Williams); e mais de quatrocentos outros grandes edifícios seguiram. Ele fundou a Hines em 1967.  Hoje, a Hines é uma das maiores empresas imobiliárias do mundo, de acordo com um relatório de 2005 da Lipsey Company , com operações em todo os EUA e em outros 16 países. Muitos de seus edifícios foram projetados por arquitetos bem conhecidos: Ieoh Ming Pei, Philip Johnson, César Pelli, Frank Gehry e Robert A.M. Popa.
Hoje, o portfólio de projetos da Hines em andamento, concluído, adquirido e gerenciado para terceiros inclui mais de 1.100 propriedades representativas de aproximadamente 42.2 milhões m² (454 milhões sq ft) de escritório, residencial, de uso misto, industrial, hotelero, médico, varejo e instalações esportivas, bem como grandes comunidades planejadas e desenvolvimento de terras. Com ativos controlados de aproximadamente US$ 25,8 bilhões, a Hines é uma das maiores organizações imobiliárias do mundo.s ".
Hines também atuou como presidente do Federal Reserve Bank of Dallas de 1981 a 1983.

### Filantropia
Hines doou sete milhões de dólares à Faculdade de Arquitetura da Universidade de Houston, que renomeou o colégio Faculdade de Arquitetura Gerald D. Hines. Ele foi um dos principais contribuintes na construção do Chabad Jewish Community Center em Aspen, Colorado.

### Morte
Morreu no dia 23 de agosto de 2020 em Connecticut, aos 95 anos.